# Norges historie
Norges historie kan dateres tilbage til tiden før år 800, hvorfra man har fundet flere helleristninger skrevet med runer. Det menes, at der i denne periode har eksisteret flere små kongedømmer.
Perioden 800–1066 betegnes normalt som Vikingetiden. I denne periode rejste både nordmænd, danskere og svenskere i langskibe over store dele af Europa som vikinger, opdagelsesrejsende, bosættere og handelsfolk.
I midten af det 11. århundrede fik Norge en stærk kongemagt, selvom der stadig kun var en rudimentær administration. Efter Den sorte død gik Norge ind i en nedgangsperiode.
Mellem 1396 og 1536 var Norge en del af Kalmarunionen, og efter dennes sammenbrud blev landet indtil 1814 en del af Danmark-Norge.
Danmark–Norge gik ind i en alliance med Napoleon, hvorefter krigen førte til dårlige tider og hungersnød i 1812. I 1814 tabte Danmark-Norge Englandskrigene, og kongen af Danmark-Norge, Frederik VI blev tvunget til at overdrage Norge til kongen af Sverige ved Freden i Kiel. Efter et norsk forsøg på uafhængighed og vedtagelsen af en fri forfatning blev Norge tvunget ind i en løs union med Sverige.
I denne periode blomstrede den norske, romantiske nationalfølelse, og nordmændene prøvede at udvikle deres egne nationale træk. Unionen med Sverige blev ophævet i 1905.
Norge forblev neutral under 1. verdenskrig. Under 2. verdenskrig erklærede Norge sig igen neutral, men blev 9. april 1940 invaderet af Nazi-Tyskland.
Norge blev medlem af NATO i 1949. To forsøg på at blive medlem af EU blev nedstemt i folkeafstemninger med en lille margin i 1972 og 1994. Norge har været en tæt allieret af USA. Store fund af olie og naturgas blev gjort i 1960'erne, hvilket førte til et stort økonomisk boom.

## Stenalder (før 1800 f.Kr.)
De ældste spor af mennesker i det, som i dag er Norge, er fundet i Aukra kommune og dateres til omkring 9200 år f.Kr. Den 11.000 år gamle boplads blev fundet af arkæologer fra Videnskabsmuseet i Trondhjem. Pionerbosætning er et begreb, arkæologerne bruger om den ældste bosætning, mennesker som sandsynligvis kom fra Doggerland (det isfrie landområde, der opstod vest for Jylland og som strakte sig op imod Norge i senglacial tid). Fosnakulturen, Komsakulturen og Nøstvetkulturen er de traditionelle betegnelser på fangstkulturer fra ældre stenalder.
Under den yngre stenalder (4000 f.Kr.–1800 f.Kr.) er et nyt folk indvandret, det såkaldte stenøksefolk. Helleristninger fra denne periode viser motiver fra jagt og fiskeri, som stadig var vigtige erhverv. Fra denne periode er der fundet en megalitgrav i Østfold.

## Bronzealder (1800 f.Kr.–400 f.Kr.)
Bronzealderen i Norge kan deles i to faser:
- Ældre bronzealder (1800-1100 f.Kr.)
- Yngre bronzealder (1100-500 f.Kr.)

I bronzealderen blev samfundet mere organiseret og lagdelt end i stenalderen. En rig høvdingeklasse, som havde nære forbindelser med Sydskandinavien, voksede frem. Bosættelserne blev mere permanente, og folk tog hest og ard i brug. Man skaffede sig statussymboler af bronze, boede i langhuse, og folk blev gravlagt i store gravhøje. Helleristninger fra bronzealderen indikerer, at mennesker dyrkede solen som en gud.

## Jernalder (ca. 500 f.Kr.–ca. 1050 e.Kr.)

### Ældre jernalder (ca. 500 f.Kr.–ca.570 e.Kr.)
- Førromersk jernalder (ca. 500 f.Kr.–ca. 0)
- Romersk jernalder (ca. 0–ca. 400 e.Kr.)
- Folkevandringstid (ca. 400–600)

Under folkevandringstiden (ca. 400–600) kom nye folkeslag til Norge, og ruiner af fæstningsbygninger o.l. bliver tolket som tegn på, at der har været tale om en voldelig invasion.

### Yngre jernalder
- Merovingertiden (500–800)

- Vikingtiden (793–1066)

Norske vikinger drog på plyndringstogter og handelsrejser rundt om i Vesteuropas kystlande. Store grupper af nordmænd udvandrede til De britiske Øer, Island og Grønland. Harald Hårfagre startede sent i 800-tallet en samlingsproces af Norge, som blev fuldført af Harald Hardråde i 1060'erne. Landet blev kristnet under kong Olav Tryggvason, der faldt i slaget ved Svolder (1000) og Olav Haraldsson (den Hellige), der faldt i slaget ved Stiklestad i 1030. Norge var i perioden fra 970'erne og frem til 1035 dog også en skueplads for dansk magtudfoldelse, hvor danske konger som Harald Blåtand, Svend Tveskæg og Knud den Store tillige for en periode vandt sig titlen som konge af Norge.

## Tidlig middelalder (1066–1184)
Tidlig middelalder er benævnelsen på perioden fra 1066 til 1184 i Norges histore.
Slaget ved Stamford Bridge i 1066 markerer overgangen fra vikingetiden til middelalderen i Norge. Slaget regnes som det sidste af vikingetogterne, og kong Harald Hårdråde døde dér.
Ved slutningen af perioden hævdede Sverre Sigurdsson, at han var sønnesøn af kong Sigurd Munn. Sverres påstand udløste en optrapning af borgerkrigene i Norge, som ikke sluttede før i 1240.

## Højmiddelalder (1184–1319)
Efter borgerkrigen i 1100-tallet fik landet en relativ storhedstid i 1200-tallet. Island og Grønland blev underlagt kongemagten i 1262, og Norgesvældet nåede sin største udstrækning under Håkon 4. Håkonsson. Den sidste konge af Haraldsætten, Håkon 5. Magnusson, døde sønneløs i 1319.
Frem til omkring 1600 strakte Norge sig helt ned til Göta älv, som dengang var Norges grænse mod Sverige og Danmark.

## Senmiddelalder (1319–1537)
På grund af gentagne pestepidemier blev befolkningen halveret, og de mindst produktive af landets gårde blev lagt øde. Det tog flere hundrede år, før befolkningen atter nåede niveauet før 1349. De, som overlevede epidemierne, fik imidlertid flere økonomiske resurser til deling. Skatteindtægterne til staten nærmest kollapsede, og en stor del af adelsslægterne uddøde eller sank ned i bondestand på grund af landskyldfaldet. Hanseforbundet overtog handel og dominerede fiskeeksporten. Ærkebiskoppen i Nidaros var landets mægtigste mand både økonomisk og politisk, eftersom kongedynastiet giftede sig ind i det svenske i 1319 og uddøde i 1387. Derefter blev København rigets politiske centrum og Bergen handelscentrum, mens Trondheim forblev det religiøse centrum.

## Fra reformation til enevælde (1537–1660)
I 1537 blev reformationen gennemført i Norge. Med det blev næsten halvdelen af landets ejendom ved et pennestrøg konfiskeret af kongemagten. Præsteskabet, som havde stor magt som en egen organisation, blev nu udnævnt af statskirken og administreret fra København. I denne periode blev Norge styret af (hovedsagelig) danske, adelige lensherrer, som optrådte som mellemmænd mellem bønderne og Oldenborg-kongen indenfor retsvæsen, skatte- og toldopkrævning.
Fra 1570 og frem til 1721 lå Oldenborg-dynastiet gentagne gange i krig med Vasa-dynastiet i Sverige. Finansieringen af disse krige førte til en voldsom skatteskærpelse, som medførte stor nød.
Politisk-geografisk måtte Oldenborg-kongerne afstå de norske landskaber Jämtland, Härjedalen, Idre og Serna samt Bohuslän til Sverige. Som led i finansieringen af krigene blev statsapparatet udvidet. Kongemagten begyndte i større grad at gøre sig gældende i retsplejen. Indtil denne periode havde volds- og æreskrænkelsessager været behandlet som civilsager mellem borgerne. Straffeniveauet blev dermed skærpet. I denne periode blev også mindst 307 personer henrettet for hekseri i Norge. Kulturelt blev landet præget af, at skriftsproget blev dansk på grund af bibel-oversættelsen og København Universitets uddannelsesmonopol.

## Enevælde til Kielfreden (1660–1814)
Indtil 1660 var kongen blevet valgt af det danske rigsråd, mens han arvede Norges rige. Efter en serie militære nederlag begik kongen statskup og afsatte rigsrådet. Kong Frederik 3. indførte enevælden, noget, som indebar, at der stort set ikke var nogen som helst juridiske begrænsninger i kongens magt. Dette blev starten på en omfattende udvidelse af statsapparatet, og den civile administration blev i større grad kontrolleret fra centraladministrationen i København. Både Danmark og Norge fik nye lovbøger. Den elendige statsøkonomi førte til et omfattende salg af krongods, først til statens kreditorer. Videresalg gjorde, at mange bønder blev selvejende i slutningen af 1700-tallet. Industriel udnyttelse af norske naturresurser kom i gang, og handel og skibsfart og særlig øget trælasteksport førte til økonomisk opgang i sidste del af 1700-tallet.

## 1814
Norge forblev Oldenborg-kongernes arverige til 1814, da kongen ved freden i Kiel måtte give afkald på riget efter at have været på den tabende side under Napoleonskrigene. Norge blev afstået til kongen af Sverige. Statholderen og tronarvingen prins Christian Frederik stillede sig i spidsen for en politisk elite, som ønskede et selvstændigt Norge. En grundlovsgivende forsamling blev valgt og samlede sig på Eidsvoll, hvor en ny grundlov blev vedtaget, og Christian Frederik valgt til norsk konge 17. maj 1814. Forsøget på at skabe en uafhængig norsk stat måtte dog opgives som følge af svensk magtbrug. Ved konventionen i Moss var fredsvilkårene, at Norge måtte acceptere en personalunion med Sverige. Men landet fik lov til at beholde grundloven og stortinget mod, at Christian Frederik frasagde sig tronen. 4. november 1814 valgte stortinget Sveriges konge til konge af Norge efter at have vedtaget de grundlovsændringer, som var nødvendige på grund af unionen. Grundloven var influeret af principperne fra den franske revolution og den amerikanske uafhængighedserklæring og var blandt de mest demokratiske i verden. Selvstændighedsbestræbelserne i 1814 genrejste Norge som stat, formelt en selvstændig stat, men inden for en påtvunget løs union med Sverige. Landet havde fuldt indre selvstyre og separate institutioner, og kun kongemagten og udenrigspolitikken var fælles for de to stater.

## Embedsmandsstaten (1814–1884)
Grundloven blev undertegnet og Christian Frederik blev valgt til konge af det selvstændige Norge 17. maj 1814, som stadig er nationaldag i landet. Selvstændighed var imidlertid ikke realpolitisk mulig. Efter en kort krig med Sverige måtte kong Christian Frederik frasige sig tronen, men opnåede ved konventionen i Moss, signeret 14. august 1814, at Sveriges kronprins Karl Johan Bernadotte godkendte, at Norge kunne beholde sin demokratiske grundlov og egne institutioner indenfor en personalunion. Stortinget valgte derefter Sveriges konge til Norges konge 4. november 1814.

## Industrialiseringen i Norge (1850–1900)
I 1850 var Norge stadig et førindustrielt samfund med 3/4 af befolkningen knyttet til fiskeri og landbrug. Der havde været minimal udvikling i Norge de sidste 150 år, og der var få, som troede, at Norge ville gennemgå den forandring, som foregik de næste 50 år.
Befolkningsvæksten i Norge fra 1600-tallet førte til overskud på arbejdskraft i bygderne, øgning af antallet af husmænd og jordmangel. De fleste, som arbejdede inden for landbrug, levede ikke bare af jorden, men drev fiskeri og tømmerhugst ved siden af. Arbejdet var tungt, og der var få hjælpemidler, og i onnearbejdet måtte også børn gøre en indsats. Fra 1850 øgedes befolkningen stærkt, og der blev udviklet nye job i byerne, noget som fremtvang forandringer.
Jordmangel og overskuddet af arbejdskraft førte til, at rigtig mange flyttede fra bygderne til byerne eller udvandrede til USA. Folkevandringen førte til, at der blev mangel på arbejdskraft i bygderne, hvilket medførte, at mange bønder måtte gå over til en mere ensartet drift, og brug af maskiner blev vigtig for at kunne drive gården.
Folkevandringen førte også til, at der var god tilgang af arbejdskraft i byerne, og industrien tog maskiner i brug, som gjorde produktion mere effektiv. Dampmaskiner gjorde, at man ikke længere var afhængig af vandkraft for at bygge fabrikker, og en del industri voksede frem på steder med god tilgang til råstoffer eller i byer med en god havn.
Mange af maskinerne var vanskelige at vedligeholde for voksne på grund af, at det var vanskeligt at komme til. Derfor var der mange børn, som arbejdede med maskiner på fabrikker. Dette kan ses som en videreføring af, hvordan børn måtte tage del i gårdarbejdet i bygdene. Børnearbejde var udbredt, og børnene måtte ofte arbejde lange dage, og lærerne blev trætte af elever, som sov i timerne. Det var lærerne, ikke forældre, som agiterede mod børnearbejde.[kilde mangler] Stortinget vedtog love i 1892, som bestemte, at børn under 12 år ikke havde lov til at arbejde, og børn under 18 år ikke skulle arbejde mere end 10 timer.

## Fremvæksten af det norske (1884–1905)
Da regeringen Selmer i 1884 frarådede kong Oscar 2. af Sverige at sanktionere en grundlovsændring, som ville nægte statsråderne almindelig adgang til stortinget, indledte stortinget rigsretssag mod regeringen for at have skadet landet. Regeringen blev dømt og måtte gå af, og venstremanden Johan Sverdrup dannede en ny regering. Med ordene "All makt i denne sal" opsummerede Sverdrup denne ændring i konstitutionen, hvor kongens magt blev begrænset, og parlamentarismen blev indført. Efter 1890'erne har der været konstitutionel sædvane for, at ingen regering kan blive siddende med et stortingsflertal mod sig.
Efter en årelang strid mellem Oscar 2. og de norske regeringer omkring ønsket om norsk indflydelse i udenrigsspørgsmål i unionen, vedtog stortinget ensidigt den 7. juni 1905, at unionen med Sverige var opløst, idet kong Oscar havde ophørt at være Norges konge. Dette blev bekræftet ved en folkeafstemning i august. Krig med Sverige blev undgået ved forhandlinger i Karlstad i efteråret 1905.
Unionens formelle opløsning skete 26. oktober 1905, da den sidste unionskonge frasagde sig tronen og anerkendte Norge som uafhængig stat.

## Venstrestat, klassekamp og krisetid (1905–1940)
I denne periode gik Norge fra at være et bondesamfund til et industrisamfund. Efter 1900 tog industrialiseringen for alvor fart. Fiskeriflåden og handelsflåden blev hurtigt motoriseret. Vandkraften skabte en stærk økonomisk vækst og en industrialiseringbølge. Selskabet Norsk Hydro blev symbolet på koblingen mellem videnskab og industriproduktion. Udvandringen til USA nåede et andet toppunkt i 1911, før den ophørte under 1. verdenskrig. Udvandringen og nye arbejdspladser til søs og i byerne tømte bygderne og omvæltede samfundet. Industrien skabte en klasse af rodløse industriarbejdere, som gradvist organiserede sig i fagforbund.
Under 1. verdenskrig var Norge formelt neutralt, selv om tyskernes ubådskrig førte til 2000 døde søfolk, og mere end 800 skibe gik tabt, og tilsammen 1.200.00 ton gik tabt[kilde mangler]. Efter 1. verdenskrig blev samfundet aldrig "normalt" igen (dvs. som før 1914). Revolutionen i Rusland splittede arbejderbevægelsen i fraktioner, hvor nogle ønskede en væbnet revolution, mens andre ville vinde magten gennem valg. Ikke bare arbejderbevægelsen forblev splittet, Venstre-bevægelsen og Høyre lå i bitter strid om mål, afholdssagen, kristendomsfortolkning og alt.
Efter en serie med til dels selvskabte og internationale kriser slog verdenskrisen til i 1929. Op til 30-40 procent arbejdsløshed blandt fagorganiserede skabte nød og dysterhed. Krisen førte også til modtiltag som nybyggeri og småindustri. Krisen førte til, at flertallet af befolkningen mistede troen på kapitalistisk demokrati. På højresiden var grundlæggelsen af Nasjonal Samling den sidste af flere antidemokratiske strømninger, mens det tidligere revolutionære Arbeiderpartiet blev valgt ind på et anti-kriseprogram og kom i regering efter et kompromis mellem Arbeiderpartiet og Bondepartiet, det såkaldte kriseforlig.

## Krig og besættelse (1940–1945)
9. april 1940 blev Norge uventet invaderet af Nazi-Tyskland. Efter to måneders militær modstand måtte de norske styrker opgive kampen, mens kongen og regeringen gik i eksil. Landet blev besat og forblev det frem til 8. maj 1945. For det meste var 250.000 tyske tropper stationeret i landet. Alle civile myndigheder var samlet i et tysk Reichskommissariat, som udnævnte en norsk "kommissarisk" regering, fra 1942 ledet af major Vidkun Quisling, fører for det norske nationalsocialistiske parti Nasjonal Samling. Modstanden mod den tyske besættelse og nazificeringen af det norske samfund udviklede sig fra lunkent til rent had og gav sig udslag i en modstandsbevægelse, som selv om den var af mindre militær betydning, alligevel fik dyb indvirkning på befolkningens kollektive identitet i flere generationer efter krigen. Norges handelsflåde var derimod særdeles vigtig for de allieredes krigsindsats. Krigen lagde også grundlaget for de udenrigspolitiske og kulturelle bånd med USA og Storbritannien, der kom til at præge efterkrigstiden.

## Industrisamfund, planstyre og socialdemokrati (1945–1972)
Skæbnefællesskabet og den fælles fjende under tysk besættelse lagde en dæmper på klassestridighederne, som havde domineret i mellemkrigsårene. Oslo-fløjen af Arbeiderpartiet fik rent parlamentarisk flertal ved det første efterkrigsvalg og brugte sin indflydelse til at påbegynde indføringen af en socialistisk planøkonomi i ly af pris- og rationeringspolitikken arvet fra knaphedstiden under krigen.
I 1949 kom regeringen med Base-erklæringen, som var regeringens svar på Sovjetunionens advarsel mod at Norge skulle blive medlem af NATO.
Kriser, fattigdom og arbejdsløshed skulle afskaffes ved hjælp af storstilet, social ingeniørkunst, da socialøkonomerne havde en lederrolle i planlægningen. Modstanden mod planøkonomi fra borgerlig side, sammen med Norges sikkerhedspolitiske alliance med USA, førte imidlertid til, at det økonomiske system forblev grundlæggende kapitalistisk. Økonomisk bar perioden præg af en kontinuerlig stærk årlig vækst på over tre procent i hele Vesteuropa frem til oliekrisen tidlig i 1970'erne. Væksten førte til, at arbejdsløsheden reelt blev afskaffet, og fattigdommen drastisk reduceret. Den materielle velstandsudvikling medførte grundlæggende forandringer i dagligdagen for de fleste folk. Goder som privatbiler, husholdningsmaskiner, fjernsyn og ferierejser blev tilgængelige for næsten alle. Staten satsede stærkt på undervisningssektoren, sådan at langt flere end tidligere fik en uddannelse ud over grundskolen. Kulturelt var dette NRK-monopolets storhedstid, næsten hele befolkningen blev bundet sammen af de fælles erfaringer, som medierne gav dem.

## Olieindustri og deindustrialisering

### Økonomi
Omkring 1974 nåede både andelen og antallet af industriarbejdere sit toppunkt. Økonomien gik herefter i retning mod et postindustrielt service-samfund. Velstanden blev reduceret af et stadigt voksende privat forbrug og gradvis mere omfattende offentlige tjenestetilbud. Gymnasier, universiteter og højskoler gik fra at være forbeholdt en tiendedel af ungdommen til at blive åbent for flertallet. Fund af olie- og gasresurser i Nordsøen skabte også en ny situation. Efter en pionertid med store investeringer og kompetenceopbygning i 70'erne begyndte store olieindtægter at sætte sit præg på økonomien fra og med 80'erne. Omkring 1995 gik Norge fra at være en debitornation til en kreditornation.

### Politik
På trods af økonomisk fremgang brød enigheden på venstresiden sammen. Folkeafstemningen om medlemskab i EEC (Nu EU) var startskuddet til distriktsoprøret, der fremhævede udkanternes kultur. Modstand mod Vietnamkrigen sammen med EF-afstemningen førte til en ny bølge af socialistisk tro på en stærkere stat i 1970'erne. Denne tendens blev imødegået af den nyliberalistiske højrebølg i 1980'erne. Efterkrigstidens tro på planstyre blev nedtonet, også indenfor partiet, som havde indført socialdemokratiet, Arbeiderpartiet. Willoch- og Brundtland-regeringerne ændrede politikken fra politisk styring af økonomien til regulering af et for det meste selvregulerende, frit marked.

### Kultur
Efter 2-3 generationer, hvor husmorrollen havde været dyrket som fælles ideal, tog flertallet af kvinderne sig et lønnet arbejde uden for hjemmet. Dette førte til dramatiske ændringer af kønsrollerne. Nye holdninger til skilsmisse, ugift samliv og seksualitet, radikalt forskelligt fra de dominerende holdninger hos generationene før, fik gennemslag i denne periode.
Medierne blev afpolitiseret og gradvis afmonopoliseret. Befolkningen blev i denne periode for alvor en del af det internationale engelsksproglige kulturfællesskab. Masseturisme til udlandet voksede i denne periode frem, parallelt med at indvandringen fra lande i den 3. verden førte til større etnisk og kulturel mangfoldighed og til en revurdering af den tidligere mere ensartede, kulturelle identitet.